# Kožuchov
Kožuchov (ungarisch Kazsó – bis 1907 Kazsu) ist eine Gemeinde im Osten der Slowakei mit 508 Einwohnern (Stand 31. Dezember 2024), die zum Okres Trebišov, einem Kreis des Košický kraj, gehört. Sie ist Teil der traditionellen Landschaft Zemplín.

## Geographie
Die Gemeinde befindet sich im Ostslowakischen Tiefland auf einem alten natürlichen Deich der Ondava. Das Ortszentrum liegt auf einer Höhe von 110 m n.m. und ist sieben Kilometer von Trebišov entfernt.
Nachbargemeinden sind Zemplínske Hradište im Norden und Osten, Novosad im Südosten, Zemplínsky Branč im Süden, Zemplínska Nová Ves (Ortsteil Zemplínsky Klečenov) im Südwesten, Stanča im Westen und Zemplínska Nová Ves (Ortsteil Úpor) im Nordwesten.

## Geschichte

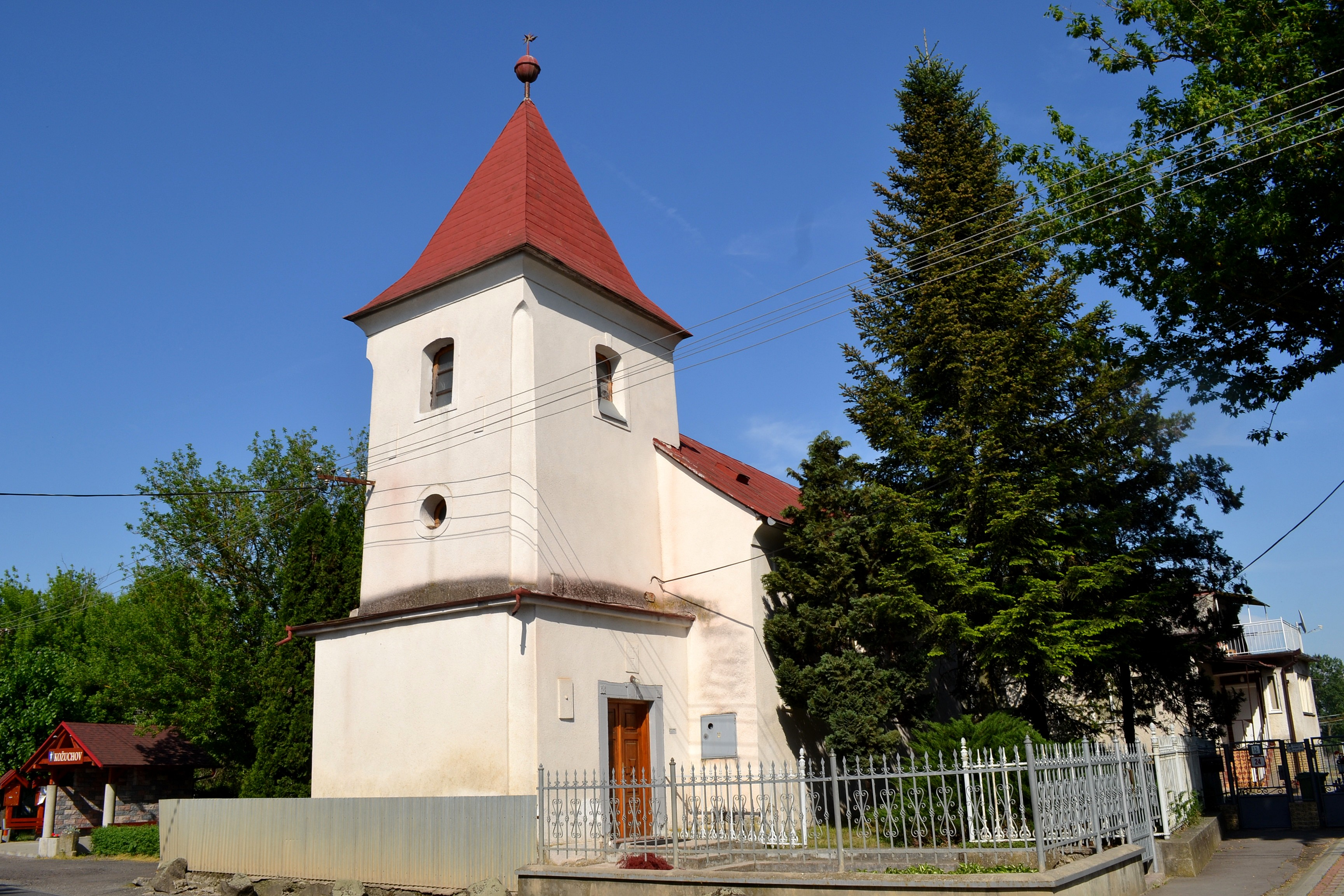
Reformierte Kirche

Kožuchov wurde zum ersten Mal 1330 als Kosuch schriftlich erwähnt, weitere historische Bezeichnungen sind unter anderen Koswh (1357), Nogkasuh (1363), Kozukow (1773) und Kožuchow (1808). Das Dorf war Besitz des Landadels. Neben dem heutigen Ort gab es auch eine kleine Siedlung namens Malý Kožuchov, die erstmals 1346 erwähnt und zuletzt 1562 erwähnt wurde.
1715 gab es vier verlassene und fünf bewohnte Haushalte. 1787 hatte die Ortschaft 64 Häuser und 491 Einwohner, 1828 zählte man 69 Häuser und 504 Einwohner, die als Fuhrleute, Köhler und Landwirte tätig waren. Die Einwohner nahmen am Ostslowakischen Bauernaufstand von 1831 teil. Von 1890 bis 1910 wanderten viele Einwohner aus.
Bis 1918/1919 gehörte der im Komitat Semplin liegende Ort zum Königreich Ungarn und kam danach zur Tschechoslowakei beziehungsweise heutigen Slowakei. 

## Bevölkerung
| Jahr                | 1994 | 2004    | 2014     | 2024     |
| ------------------- | ---- | ------- | -------- | -------- |
| Anzahl der Personen | 231  | 236     | 203      | 171      |
| Unterschied         |      | +2,16 % | −13,98 % | −15,76 % |

| Jahr                | 2023 | 2024    |
| ------------------- | ---- | ------- |
| Anzahl der Personen | 173  | 171     |
| Unterschied         |      | −1,15 % |

Nach der Volkszählung 2011 wohnten in Kožuchov 216 Einwohner, davon 210 Slowaken und zwei Tschechen. Ein Einwohner gab eine andere Ethnie an und drei Einwohner machten keine Angabe zur Ethnie.
79 Einwohner bekannten sich zur griechisch-katholischen Kirche, 63 Einwohner zur römisch-katholischen Kirche, 49 Einwohner zur reformierten Kirche, fünf Einwohner zur Evangelischen Kirche A. B. und zwei Einwohner zu den Zeugen Jehovas. Ein Einwohner bekannte sich zu einer anderen Konfession und bei 17 Einwohnern wurde die Konfession nicht ermittelt.

## Bauwerke und Denkmäler

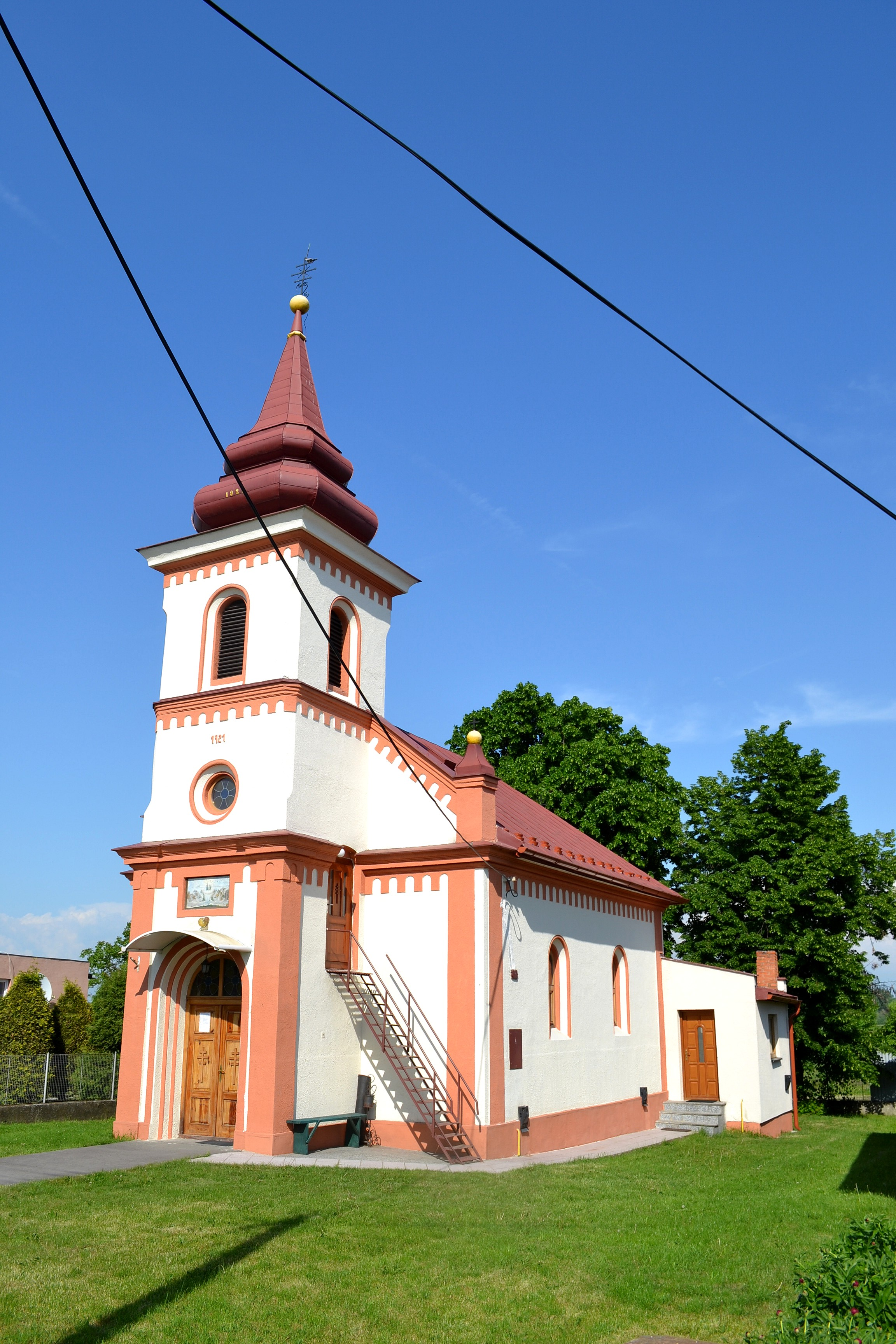
Griechisch-katholische Kirche

- griechisch-katholische Allerheiligenkirche im neoromanischen Stil aus dem Jahr 1921[6]
- reformierte (calvinistische) Kirche, eine ursprünglich romanische Kirche aus dem 13. Jahrhundert[7]

## Verkehr
Durch Kožuchov führt die Cesta III. triedy 3677 („Straße 3. Ordnung“) zwischen Trebišov und Zemplínsky Branč, mit der abzweigenden Cesta III. triedy 3678 nach Zemplínske Hradište. Der nächste Bahnanschluss ist in Trebišov an der Bahnstrecke Michaľany–Łupków.